# Hugo Mora
Hugo Alejandro Mora Martínez (ur. 1962) – peruwiański zapaśnik walczący w obu stylach. Zajął czternaste miejsce na mistrzostwach świata w 1987. Siódmy na igrzyskach panamerykańskich w 1987. Triumfator igrzysk Ameryki Południowej w 1982 i 1986. Zdobył trzy złote medale na mistrzostwach Ameryki Południowej w 1983 i 1985 roku.